# Andrarumskalk
Andrarumskalk är benämning på en tät mörkgrå kalksten tillhörande det kambriska systemet. Den förekommer vid Andrarum i sydöstra Skåne och på Bornholm. Denna typ av kalksten är mycket lerhaltig och har använts som märgel och för tillverkning av cement.
Den skånska Andrarumskalken hade en vidsträckt användning under 1500 - 1600-talen inom byggnationen i det dåtida Danmark. Produktion förekom i stor skala i kronans regi under åren 1550 - 1642 och på Bornholm har samma typ av kalk använts sedan 1100-talet bl.a. i rundkyrkorna.